# Grammofonleverantörernas förening
Grammofonleverantörernas förening (GLF) (en español Asociación Sueca de la Industria de la Grabación),  es una organización que representa la grabación de música en Suecia. Recopila y publica las listas oficiales de la música sueca desde 1975, incluyendo la Lista de Álbumes de Suecia y Lista de Sencillos de Suecia.
GLF tiene los siguientes miembros: Bonnier Amigo Group, EMI Svenska AB, Network Entertainment Group (MNW?), Sony BMG Music Entertainment Sweden AB, Sound Pollution AB, Universal Music Sweden AB y Warner Music Sweden AB. Desde 1986 GLF opera el catálogo en línea de grabaciones del Grammotex, con más de 100.000 títulos. El servicio de catálogo está disponible en las tiendas de música y para los distribuidores que pagan una tarifa. 